# Valdemar Bandolowski
Voldimars Bandolowski (conocido como Valdemar Bandolowski; 17 de febrero de 1946) es un deportista danés que compitió en vela en la clase Soling.
Participó en tres Juegos Olímpicos de Verano entre los años 1972 y 1980, obteniendo dos medallas, oro en Montreal 1976 y oro en Moscú 1980. Ganó cuatro medallas en el Campeonato Mundial de Soling entre los años 1971 y 1984, y cinco medallas en el Campeonato Europeo de Soling entre los años 1971 y 1980.

## Palmarés internacional
| Juegos Olímpicos   | Juegos Olímpicos       | Juegos Olímpicos  | Juegos Olímpicos |
| Año                | Lugar                  | Medalla           | Clase            |
| ------------------ | ---------------------- | ----------------- | ---------------- |
| 1976               | Montreal (Canadá)      | Medalla de oro    | Soling           |
| 1980               | Moscú (URSS)           | Medalla de oro    | Soling           |
| Campeonato Mundial |                        |                   |                  |
| Año                | Lugar                  | Medalla           | Clase            |
| 1971               | Byron Bay (Australia)  | Medalla de bronce | Soling           |
| 1977               | Hankø (Noruega)        | Medalla de plata  | Soling           |
| 1979               | Visby (Suecia)         | Medalla de plata  | Soling           |
| 1984               | Torbole (Italia)       | Medalla de oro    | Soling           |
| Campeonato Europeo |                        |                   |                  |
| Año                | Lugar                  | Medalla           | Clase            |
| 1971               | Travemünde (RFA)       | Medalla de oro    | Soling           |
| 1972               | Copenhague (Dinamarca) | Medalla de bronce | Soling           |
| 1976               | Ginebra (Suiza)        | Medalla de plata  | Soling           |
| 1977               | Atenas (Grecia)        | Medalla de bronce | Soling           |
| 1980               | Helsinki (Finlandia)   | Medalla de bronce | Soling           |